# Громадське (Кропивницький район)
Громадське́ — село в Україні, у Компаніївській селищній громаді Кропивницького району Кіровоградської області. Населення становить 27 осіб. До 2020 року орган місцевого самоврядування — Компаніївська селищна рада.

## Географія
У селі бере початок річка Балка Водяна.

## Населення
Згідно з переписом УРСР 1989 року чисельність наявного населення села становила 31 особа, з яких 11 чоловіків та 20 жінок.
За переписом населення України 2001 року в селі мешкало 27 осіб. 100 % населення вказало своєю рідною мовою українську мову.